# Седлиска (район Вранов-над-Топлёу)
Седлиска (словац. Sedliská) — село и одноимённая община в округе Вранов-над-Топлёу Прешовского края Словакии.

## История
Впервые упоминается в 1323 году.
В селе расположены руины крепости Чичава. В селе ещё есть греко-католическая церковь Покрова Пресвятой Богородицы с 1784 году в стиле барокко, в 1923 году уничтожена пожаром, в 1991 году вновь построена и римско-католический костел с конца 19 века в стиле неоготики.

## Население
| Год:                | 1994 | 2004    | 2014    | 2024     |
| ------------------- | ---- | ------- | ------- | -------- |
| Количество человек: | 1213 | 1286    | 1380    | 1537     |
| Разница:            |      | +6,01 % | +7,30 % | +11,37 % |

Национальный состав населения (по данным последней переписи населения 2001 года):
- словаки — 98,20 %,
- цыгане — 0,78 %,
- поляки — 0,16 %,
- украинцы — 0,16 %.

Состав населения по принадлежности к религии состоянию на 2001 год:
- римо-католики — 65,78 %,
- греко-католики — 29,84 %,
- православные — 0,39 %,
- протестанты — 0,31 %,
- не считают себя верующими или не принадлежат к одной вышеупомянутой конфессии — 3,36 %.